# Jon Lindström
Jon Bos-Son Lindström (Hanko, 29 de setembre de 1948 Hanko) és un director i guionista de cinema i televisió suec de Finlàndia que viu a Suècia. El seu primer llargmetratge Hemåt i natten (1977) per Jörn Donner Productions. Després va dorogor Sista keken/Viimeinen kesä (1984), Järngänget (2000), Barnavännen (2003) i Små mirakel och stora (2006). També ha dirigit sèries de televisió sueca.
Lindström va créixer a Hanko i es va traslladar a Suècia als 19 anys el 1967. Va estudiar a l'Escola de Fotografia i Cinema Documental Christer Strömholm.
Jon Lindström està casat amb l'autora Rita Holst. Sovint treballen junts en els manuscrits de les indicacions de Lindström. La seva filla és l'actriu, productora i directora Yaba Holst.

## Filmografia
Pel·lícules
- Hemåt i natten (1977)
- Mördare! Mördare! (1980)
- Sista leken (1984)
- En ros av kött (1985)
- Skuggan av Henry (1986)
- Hjärtat (1987)
- Kronvittnet (1989)
- Fiendens fiende (1990)
- Drömmen om Rita (1992)
- Anmäld försvunnen (1994)
- Emma åklagare (1997)
- Järngänget (2000)
- Små mirakel och stora (2006)

Guions
- Sista leken (1984)
- Kronvittnet (1989)
- Drömmen om Rita (1993)
- Barnavännen (2003)